# Klotskinnbaggar
Klotskinnbaggar (Plataspidae) är en familj av bärfisartade insekter som omfattar ungefär 60 släkten med cirka 500 arter.

## Utseende
Klotskinnbaggar är små, rundformade skinnbaggar (4–5 mm) med en välvd profil och ofta blank yta. De har femledade antenner, två fotsegment och skenben med taggar. En stor skutell täcker nästan hela bakkroppen, vilket gör att de liknar bladbaggar, som dock har fler antennsegment. De kan också förväxlas med glansskinnbaggar, men dessa har kortare skutell, tre fotsegment och bronsglänsande kropp.

## Utbredning
Klotskinnbaggar förekommer främst i tropiska eller subtropiska områden, men enstaka arter så långt norrut som Skandinavien. Familjen förekommer ej på de amerikanska kontinenterna.

## Ekologi
Klotskinnbaggar är växtätare och många av dem livnär sig på ärtväxter. När de störs faller de av växten och  ligger sedan orörliga på marken.

## Bildgalleri

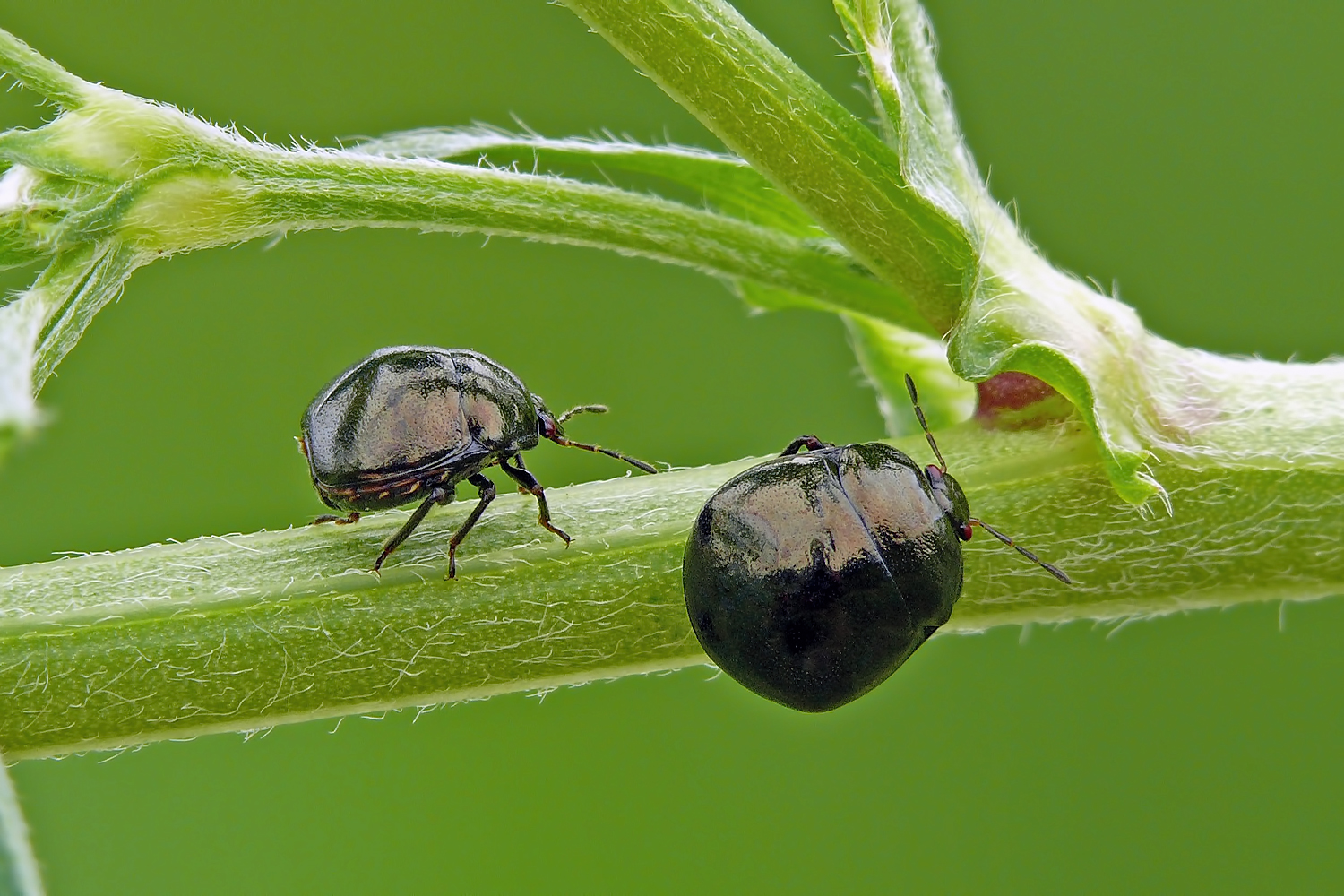